# Рада Росія — НАТО
Рада Росія — НАТО — дорадчо консультаційний орган, що координує взаємини Росії та НАТО.

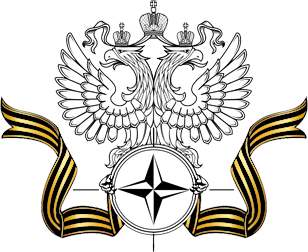
Рада Росія — НАТО

Росія має постійне представництво в штаб-квартирі НАТО в Брюсселі, яке до 23 грудня 2011 очолював відомий російський політик, Надзвичайний і Повноважний Посол Дмитро Рогозін. З 2012 року посаду займає Олександр Грушко.
В рамках контактів «Росія — НАТО» в даний час функціонує ряд робочих груп за такими напрямками співробітництва:
- у повітряному просторі
- в області тилу і матеріально-технічного забезпечення
- в області протиракетної оборони

## Історія
Відносини між Росією і НАТО були встановлені в 1991 році. Росія приєдналася до Ради північноатлантичного співробітництва (з 1997 року — Рада євроатлантичного партнерства).
У 1994 році Росія почала брати участь в програмі Партнерство заради миру.
Після підписання в Парижі в травні 1997 року «Основоположного акта НАТО-Росія про взаємні відносини, співпрацю і безпеку» діяла спільна рада. Зустрічі ради проходили в двосторонньому форматі «НАТО +1».
Дипломатичне представництво Росії при НАТО засноване в 1998 році.
В 2002 була підписана так звана Римська декларація «Відносини Росія-НАТО: нова якість». Відповідно до неї 28 травня 2002 була створена Рада Росія-НАТО.
8 лютого 2003 Міністром оборони Росії та Генеральним секретарем НАТО Дж. Робертсоном був підписаний рамковий документ «Росія — НАТО» про співпрацю в галузі пошуку і порятунку екіпажів підводних човнів.
На 2004 рік Росія не тільки бере участь у спільних навчаннях, а й проводить спільні з НАТО миротворчі операції. З деякими членами НАТО у Росії є договори про військово-технічне співробітництво та спільну розробку різних продуктів військового призначення. Міністерством оборони Росії вирішується завдання підвищення ступеня оперативної сумісності підрозділів російських Збройних сил і військ НАТО для успішного здійснення спільних заходів.
7 червня 2007 президент Росії підписав федеральний закон № 99 «Про ратифікацію угоди між державами-учасницями Північноатлантичного договору та іншими державами, які беруть участь у програмі» Партнерство заради миру «, щодо статусу Сил від 19 червня 1995 року і Додаткового протоколу до нього». Опозиція російської влади вважає, що цей документ дозволяє НАТО розміщувати свої війська на території Росії.
19 серпня 2008 — з ініціативи Альянсу, в зв'язку з грузино-південноосетинським конфліктом була припинена діяльність ради Росія-НАТО. Засідання СРН були відновлені на різних рівнях в грудні 2009 — січні 2010 року.
22 серпня 2008 — російською стороною було припинено співпрацю з НАТО. За заявою постійного представника Росії при НАТО Дмитра Рогозіна, це рішення носить тимчасовий характер і буде залишатися в силі «до прийняття політичним керівництвом Росії особливого рішення на цей рахунок». Рішення про відновлення співпраці було прийнято в березні 2009 року.
26 серпня 2008 — Генштаб Збройних сил РФ висловив подив з приводу високої активності військово-морських сил НАТО в акваторії Чорного моря і нарощуванні угруповання до 18 кораблів.
Зростання наркотрафіку з території Афганістану викликає в Росії неабияку стурбованість: виробництво наркотиків в цій країні зростає. З критикою на адресу об'єднаного командування силами альянсу, а також США виступав директор Федеральної служби Росії з наркоконтролю Віктор Іванов. За його заявою, афганський героїн стає все більш дестабілізуючим фактором. Зокрема афганські опіати займають 90% ринку наркотиків у Росії. А плантації в Афганістані сьогодні продукують в два рази більше наркотиків, ніж весь світ 10 років тому. При цьому, як зазначив Віктор Іванов, заява США про відмову знищувати плантації опійного маку в Афганістані стало своєрідною гарантією недоторканності джерел нарковиробництва в цій країні. Проте в 2007 році директор департаменту загальноєвропейського співробітництва МЗС Росії Сергій Рябков заявив, що боротьба з наркотрафіком — це те, що реально об'єднує Росію з НАТО і навіть може служити свого роду «візитною карткою» співпраці Росії з Альянсом.
Росія співпрацює з НАТО з питання військової операції в Афганістані. Російська сторона уклала з США (у 2009 р) та Німеччиною (у 2008 р) угоди про транзит через свою територію військових вантажів для військ, що беруть участь в Міжнародних силах сприяння безпеці. До червня 2012 року через територію Росії наземним і повітряним шляхом було транспортовано 379 000 військовослужбовців і 45 000 військових контейнерів на підтримку операції в Афганістані.
У жовтні 2009 року заступник директора державної корпорації Ростехнології Дмитро Шугаєв заявив, що Росія може на комерційних умовах надати силам НАТО в Афганістані вертолітний техніку.
На початку лютого 2012 року в російських ЗМІ з'явилася інформація про переговори щодо створення в Ульянівську перевалочного пункту (логістичної бази) НАТО.